# 28 Pułk Piechoty Honwedu
28 Pułk Piechoty Honwedu (HonvIR 28, HIR.28) – pułk piechoty królewsko-węgierskiej Obrony Krajowej.  
Pułk został utworzony w 1886 roku z połączenia trzech samodzielnych batalionów Obrony Krajowej nr 82, 91 i 92. 
Okręg uzupełnień – Osijek (węg. Eszék, niem. Esseg).
Kolory pułkowe: szary (niem. schiefergrau), guziki złote. Skład narodowościowy w 1914 roku 96% – Chorwaci i Serbowie. 
Komenda pułku oraz wszystkie trzy bataliony stacjonowały w Osijeku.
W 1914 roku wszystkie bataliony walczyły na froncie bałkańskim. Bataliony wchodziły w skład 84 Brygady Piechoty Honwedu należącej do 42 Dywizji Piechoty Honwedu, a ta z kolei do XIII Korpusu 5 Armii.

## Komendanci pułku
- płk Karl Schmarda von Gradać (1914)
- płk Julius Simonovic (1914[3])